# 興田村
興田村（おきたむら）は、昭和30年（1955年）まで岩手県東磐井郡にあった村。現在の一関市大東町沖田・大東町鳥海・大東町中川にあたる。

## 地理
- 河川：興田川、鳥海川

## 沿革
- 明治8年（1875年）10月17日 - 水沢県による村落統合にともない、天狗田村と築館村が合併して沖田村となる。
- 明治22年（1889年）4月1日 - 町村制施行にともない、沖田村・鳥海村・中川村の計3か村が合併して興田村が発足。
- 昭和30年（1955年）4月1日 - 大原町・摺沢町・猿沢村・渋民村と合併し、大東町となる。

## 行政
- 歴代村長

| 代     | 氏名       | 就任                       | 退任                       | 備考 |
| ------ | ---------- | -------------------------- | -------------------------- | ---- |
| 1      | 金儀蔵     | 明治22年（1889年）         | 明治23年（1890年）         |      |
| 2      | 小山行蔵   | 明治23年（1890年）         | 明治30年（1897年）         |      |
| 3      | 佐藤儀三郎 | 明治31年（1898年）7月19日  | 明治33年（1900年）11月1日  |      |
| 4      | 小山行蔵   | 明治33年（1900年）11月2日  | 明治36年（1903年）10月14日 | 再任 |
| 5      | 金貞右ェ門 | 明治36年（1903年）10月19日 | 明治37年（1904年）8月26日  |      |
| 6      | 柏原亀治   | 明治37年（1904年）9月20日  | 明治41年（1908年）7月11日  |      |
| 7      | 伊東寅之進 | 明治41年（1908年）12月17日 | 明治43年（1910年）8月7日   |      |
| 8      | 小山行蔵   | 明治43年（1910年）11月19日 | 明治45年（1912年）6月18日  | 三任 |
| 9      | 小山敬三郎 | 大正元年（1912年）12月3日  | 大正2年（1913年）3月28日   |      |
| 10     | 佐藤貞     | 大正2年（1913年）4月17日   | 大正6年（1917年）5月24日   |      |
| 11     | 伊東小一郎 | 大正6年（1917年）12月4日   | 大正10年（1921年）4月27日  |      |
| 12〜13 | 小山仙三郎 | 大正10年（1921年）5月25日  | 昭和4年（1929年）6月6日    |      |
| 14〜17 | 伊東国輔   | 昭和4年（1929年）6月7日    | 昭和17年（1942年）5月15日  |      |
| 18     | 小山誠一   | 昭和18年（1943年）6月8日   | 昭和21年（1946年）11月18日 |      |
| 19〜20 | 伊東勇     | 昭和22年（1947年）4月6日   | 昭和30年（1955年）3月31日  |      |